# Roger Grégoire
Pour les articles homonymes, voir Grégoire.
Roger Grégoire, né le 13 décembre 1903 à Nancy et mort le 11 novembre 1982 à Vandœuvre-lès-Nancy, est un coureur cycliste français.

## Carrière
Bon rouleur sur les courses d'un jour, il participe trois années de suite à l'épreuve Paris-Nancy, où il obtient des places honorables. Passé professionnel chez Peugeot-Dunlop puis dans l'équipe Génial Lucifer-Hutchinson, il arrive 2e dans Paris-Hayange 1926, 1er de la 4e étape du Grand critérium Alcyon en 1926, 2e dans Nancy-Colmar 1928, battu par André Godinat, 6e dans Paris-Roubaix 1929, et encore 2e dans Paris-Longwy 1929. C'est en dehors de sa Lorraine natale qu'il obtient son plus grand succès en remportant Paris-Caen en 1927. Au sein de l'équipe Alsace-Lorraine, il participe au Tour de France 1928, où il doit abandonner au cours de la 9e étape, puis, sous le maillot Génial Lucifer-Hutchinson, au Tour de France 1929 qu'il termine à la 30e place.

## Palmarès
- 1925
  - 2e et 3e étapes du Tour de Lorraine[6]
- 1926
  - 2e de Paris-Hayange
- 1927
  - Paris-Caen
- 1928
  - 2e de Nancy-Colmar
- 1929
  - 2e de Paris-Longwy

## Résultats sur le Tour de France
2 participations
- 1928 : abandon (9e étape)
- 1929 : 30e